# Emile Severeyns
Emile Severeyns, född den 19 augusti 1931 i Schoten, död den 30 november 1979 i Antwerpen, var en belgisk tävlingscyklist, vars främsta meriter är fyra EM-guld i madison (samtliga i par med Rik Van Steenbergen) samt seger i 25 sexdagarslopp (19 av dem i par med Van Steenbergen).

## Meriter

### Europamästerskap ("Vintermästerskapen")[1]
| 1957/1958 Europamästare i madison med Rik Van Steenbergen 1958/1959 Europamästare i madison med Rik Van Steenbergen 1959/1960 Europamästare i madison med Rik Van Steenbergen 1960/1961 Europamästare i madison med Rik Van Steenbergen | 1961/1962 3:a i madison med Rik Van Steenbergen 1962/1963 3:a i madison med Reginald Arnold 1964/1965 2:a i madison med Rik Van Steenbergen |

### Sexdagarslopp
I tabellen nedan listas Emile Severeyns segrar och partners (med initialer):
| \ Säsong |

| Plats \ |

| \ Säsong |

| Partner \ |

Noter:
Lopp: Asterisk efter ortnamnet markerar att tävlingen hölls före nyår (Kölns sexdagars gick över nyårshelgen). Asterisk efter partnern markerar att det aktuella loppet kördes på hösten denna säsong (Zürichs sexdagars flyttades till hösten 1959 - det gick alltså två lopp i Zürich 1959). Montreal och Berlin körde två lopp per vintersäsong, ett före nyår (på "hösten") och ett efter nyår (på "våren"). Antwerpen kördes med tremannalag.
Partners: Raden "Övriga" innehåller de partners som bara bidrog till en seger, dessa är:
| Reginald Arnold (57/58) Lucien Gillen (63/64) | Patrick Sercu (66/67) Walter Godefroot (66/67) | Sigi Renz (67/68) Theo Verschueren (67/68)\|} |